# Saban Sabiran
Saban Sabiran is een Surinaams politicus. Hij was van 1987 tot 1990 lid van De Nationale Assemblée en van 1993 tot 1996 minister.

## Biografie
Saban Sabiran was gehuwd met Jacqueline Molly die in de jaren 1960 tot en met 1980 populair was als de presentatrice Tante Jacqueline van kinderprogramma's op de STVS.
Hij was in de jaren 1970 actief in het voetbal als secretaris van de Marowijne Voetbal Bond (MVB) en als scheidsrechter. Hij werkte als schoolhoofd op Bakkie en vanaf 1988 als beleidsmedewerker op het ministerie van Binnenlandse Zaken.
Sabiran werd tijdens de verkiezingen van 1987 voor de KTPI in Commewijne gekozen tot lid van De Nationale Assemblée. Hij diende zijn termijn uit tot 9 juli 1991, toen een halfjaar na de Telefooncoup weer nieuwe verkiezingen waren gehouden.
Hij trad op 21 oktober 1993 aan als minister van Binnenlandse Zaken in het kabinet-Venetiaan II. Tijdens deze kabinetsperiode was hij op hetzelfde ministerie al voorgegaan door Soeratno Setroredjo en Johan Sisal. Hij diende zijn termijn uit tot 20 september 1996. In 1994 gaf hij een toespraak voor het Bevolkingsfonds van de Verenigde Naties (UNFPA) in Caïro, Egypte.